# 佳县
佳县（1184年起为“葭县”，1964年因用字生僻改名“佳县”）是中華人民共和國陕西省榆林市所辖的一个县。区域总面积为2144平方公里，常住人口約12万人。
佳县古枣园经联合国粮食及农业组织确定为全球重要农业文化遗产。

## 历史
北宋置晋宁军。金朝大定二十四年（1184年）改葭州，辖神木、府谷、吴堡、葭县四县。1913年，中華民國北京政府全國廢州府，葭州改葭县。1964年9月，因用字生僻改名“佳县”；事后中共佳县县委史志研究室认为“佳县的文字语言也有不少地方特色，...但文化大革命后不少地名村名用字被随意简化乱用被搞得不伦不类。”
1947年，第二次国共内战期间，中国人民解放军在葭县生活、战斗了98天，期间沙家店战役。

## 人口
2022年末,佳县户籍人口10.63万户，比2019年末增加809户；总人口26.53万人，减少5.5‰。总人口中以汉族为主，占99%以上。
2020年末，榆林市第七次全国人口普查主要数据公报显示：佳县常住人口为113035人，男性人口占比53.26%，女性人口占比46.74%，年龄结构中0-14岁占比13.36%，15-59岁占比54.05%，60岁以上占比32.59%，65岁以上占比23.42%。

## 地理
佳县县城建在黄河与佳芦河半包围起来的一个山巅之上，隔黄河与山西相望，县城三面均为峭壁，旧城池临崖而建，以石为墙，险峻无比，是一座著名的石头城。

## 行政区划
佳县下辖1个街道办事处、12个镇：
佳州街道、坑镇、店镇、乌镇、金明寺镇、通镇、王家砭镇、方塌镇、朱家坬镇、螅镇、朱官寨镇、刘国具镇和木头峪镇。

## 交通
- 339国道过境。

## 语言
佳县县城方言属晋语吕梁片汾州小片。“佳县方言大可分为四片：南区的螅鎮、康家港、坑鎮、大佛寺为一片, 口语接近吴堡；北区的兴隆寺、方塌、王家砭、上高寨、朱官寨、官庄为一片，口语带榆林口音；西区的下高寨、楼家坪一带为一片，口语近似米脂；其余佳芦镇、峪口、木头峪、店镇、乌镇、刘家山、金明寺、通镇、朱家坬、刘国具为一片，是中区，占全县地域、人口的多一半，其口语才是佳县方言”，“外来之人...认为佳县人说的话就像少数民族一样, 稀希古怪, 而且带古汉语成份较多”。

## 古迹
佳县白云山庙是中国西北地区最大的道教建筑群，2001年公布为全国重点文物保护单位，每年农历四月上旬在此举办的庙会吸引附近的晋蒙陕十多个县群众参加。   